# Hidehito Nakamura
Hidehito Nakamura (中村秀仁?, Nakamura Hidehito; Yamanashi, 19 agosto 1945) è un giocatore di go giapponese.

## Biografia
Allievo di Akira Hasegawa divenne a sua volta professionista presso la Nihon Ki-in nel 1961, nel 1985 è stato promosso al grado massimo di 9º Dan.

## Titoli
| Nazionali          | Nazionali | Nazionali |
| Torneo             | Vittorie  | Finalista |
| ------------------ | --------- | --------- |
| Prime Minister Cup | 1 (1978)  |           |
| Shinjin-O          |           | 1 (1976)  |
| Totale             | 1         | 1         |